# 양진석
양진석(梁珍錫)은 대한민국의 기업인, 저술가, 싱어송라이터, 음악 프로듀서이다.

## 생애
건축, 인테리어, 디자인 작업뿐만 아니라 강연, 리더 건축 교육, 방송 등 다양한 분야에서 활발하게 활동하는 건축가. 소외 계층을 위한 집짓기를 다룬 MBC 《러브하우스》에 출연해 건축·인테리어 분야의 대중화에 기여했다는 평가를 받고 있다. 활발한 건축 작품 활동 뿐 아니라, 서울시를 비롯한 자문활동, 주요기업들의 건축자문활동을 병행하고, 대중과의 접점에서 수십 회 강연을 다니고, 리더들을 위한 건축과정을 만들어 리더교육에 매진을 하고 있다.
성균관대학교 건축공학과를 졸업하고, 일본으로 건너가 교토대학 대학원에서 건축학 석사와 박사과정을 수료했다. 귀국 후에는 안양대학교 도시정보공학과에서 공학박사학위를 취득했고, 한양대학교 건축학과에서 겸임교수로 활동하며 후학을 양성했다.
현재 와이그룹 (Y GROUP)의 대표이며, 리더들을 위한 건축교육프로그램 NA21과 파이포럼(PAI FORUM)의 주임교수를 역임하고 있다. 또한 국회 인문학 과정의 주임교수를 맡아 국회위원과 고위직 공무원을 대상으로 건축도시교육을 진행했다. 기업, 관공서, 대학교 등을 돌며 연간 수십 차례 강연 활동을 펼치고 있으며, 삼성경제연구소 SERI CEO 30강 건축 강의를 진행해 경영자들에게 높은 평가를 받기도 했다. 현재 서울시 건축위원회 위원이며, 서울시를 비롯한 지자체의 각종 도시건축정책에 폭넓은 자문 활동도 진행하고 있다. 2017년에는 일본 리츠메이칸대학에 객원교수로 초빙을 받았다.
건축계를 위해서, 건축의 대중화를 위해서 지속적인 봉사 및 노력을 해오고 있다. 건축의 저변 확대를 위해서 리더들을 위한 건축과정에서의 강의, 기업강의, 출간 등을 통해서 활동하고 있다. 동료 건축가에게 프로젝트 소개도 스스럼없이 해주었다고 전해진다. 서울시를 비롯한 각종 건축 프로젝트에도 건축심의, 건축자문, 총괄기획가 역할을 수행하고 있다. 그럼에도 불구하고, 건축계에서의 지속적인 모함과 오해, 루머 등은 존재하고, 심지어는 양진석은 러브하우스에 단지 6개월만 출연하였고, 이후에 가장 오랜시간 출연한 이창하 디자이너와 오해를 하기도 하여, 선의의 피해를 입은 바가 있다. 그는 건축가이자, 크리테이티브 디렉터이자 디자이너이다. 한국건축가협회 정회원이다.
또한 ‘러브하우스’ 플랫폼 서비스 앱을 개발하여, 건축·인테리어 분야의 발전을 도모하고, 더욱 깨끗하고 믿을 만한 시장 형성을 위해서 새롭게 스타트업을 시작하였다.  이 서비스를 통해 많은 업계 전문가들과 소비자가 직접 만날 수 있는 장이 만들어지고, 건축·인테리어에 관심 있는 사람들이 쉽게 아이디어를 공유할 수 있는 곳이 탄생하기를 꿈꾸고 있다.
최근, 양양 골든비치리조트의 새로운 콘도인 설해원의 이름을 지으며, 건축설계를 통해서 최근 주목을 받고 있다.
저서로는 《집 짓다 담다 살다》, 《교양건축》, 《건축가 양진석의 이야기가 있는 집》, 《양진석의 친절한 건축이야기》 등이 있다. GS건설 GRAN SEOUL 의 통합 PM을 맡았고, 청진상점가 및 식객촌 등이 화제를 모았다. DDP 개관기념 전시 “스포츠와 디자인전” 에 초대작가로 초빙되어 Insight House를 발표하였다. 주요 작품으로는 용평리조트 더 포레스트 레지던스, 알펜시아 트룬에스테이트, 남해 사우스케이프 마스터플랜, 모리스우드애월 주택단지, 헤이리 THE STEP, 청담 파라곤, 워커힐호텔 명월관, 쌈지빌딩, 돈암동 유타몰, NEFS 본사 및 전시장, 고덕 래미안힐스테이트, 고덕 롯데캐슬, KT&G 내장산 호텔&연수원, JS코퍼레이션사옥, 디사모빌리사옥, 카이스트 뇌연구소 초청 국제현상설계, 설해원리조트, 부산 광안리 삼익비치 재건축, 카이스트 뇌연구소 국제 지명현상설계, 오라카이호텔, 울산센트럴자이, 잠실 포스코 더 샵 스타파크, 청담 파라곤 등 수백 프로젝트에 참여하였다.
음악을 비롯한 엔터테인먼트 활동으로는, 성균관대학교 건축공학과 재학 시절이던 1985년에 롯데 가나초코렛 CM송 전국응모에 당선되었고, 이어 같은 해에 뮤지컬 "어린왕자"에서 음악감독을 맡아 자작곡 12곡을 발표하였다. 이듬해 1986년에 "월계가요제"에서 김한년과 함께 포크 팝 보컬 음악 그룹 "노래그림"의 보컬리스트 겸 기타리스트로 참가하여 《나의 맘을 받아요》라는 곡으로 금상을 수상하여 가수 데뷔하였고 2년 후 1988년 지근식과 한동준을 추가 구성원 영입하여 《노래그림 1집》 음반을 발표하였다. 유학 후 귀국하여 1995년에는 1집 《그게 바로 너였어》 음반을 발표하여 솔로 가수로도 데뷔하였고, 1996년 《티노 1집》에 프로듀서로 참여를 하여 "Message of love"를 발표했다. 1997년에는 2집 《Summer Dream》, 2001년에는 3집 《10년의 사랑》, 2008년에는 4집 《Urban Lounge》, 2011년에는 5집 《장소찾기프로젝트》까지 발표했다. 5집의 타이틀곡 《가로수길》은 아이폰으로 만든 뮤직비디오로 발표해 미국 ABC 뉴스에 소개가 되기도 하였다. 한편 작곡가 겸 프로듀서로도 활동하여, 우정훈 2집을 프로듀싱하여 “사랑은 누군가”, “For Seasons of love” 등의 작곡을 하였다. 2000년에는 《일요일 일요일 밤에》라는 MBC 문화방송 예능 프로그램의 코너인 〈러브 하우스〉, 〈신장개업〉에 초대 건축가로 출연하기도 했으며, 일밤 몰래카메라 등 MC 등을 맡았고, KBS 풍물기행 세계를 가다, 야! 한밤에 MC 등을 맡았고, SBS FM의 DJ로도 활약하였다. 4집과 5집 《플럭서스》발표 후, 각종 락페스티벌에 초대되어 양진석밴드로서 공연을 하였고, 예술의 전당 자유소극장, 세종문화회관 M시어터 등에서 콘서트를 하였고, 박신양과 같이 두남자의 콘서트를 열었다. 2006년 올리브TV 개국기념 《하우스멘터리》 다큐, 2009년 MBC 《일밤 에코하우스》, 2011년 tvN 《부자의탄생》, 2017년 JTBC 신축예능프로그램《내집이 나타났다》등에 출연하였다. 2018년 10월 한국의 여자프로들이 활약하고 있는 미 LPGA 대회를 위하여 오랜만에 'Beautiful' 이란 싱글을 발표하면서 싱어송라이터로서의 저력을 선보였다. 최근 샤이체어 레이블로 소속을 옮기면서 신인 아티스트 들의 프로듀싱 및 작곡을 해주고 있다. 2018년, 2019년 계속 싱글 앨범을 주기적으로 발표하고 있다. 2021년 발표한 양진석 6집 앨범은 ISM 음악평론사이트에서 선정한 2021년 10대 앨범에 선정되기도 하였다.2023년 8월 양진석 7집 <FREEDOM>을 발표하면서 전곡 작사, 작곡, 프로듀싱을 맡고 뮤직비디오도 직접 연출하였다.

## 소속
- 와이그룹 대표
- NA21 , PAI FORUM , 국회인문학과정 주임교수
- 리츠메이칸 객원교수

## 주요 건축 작품
- 설해원 - 마운틴스테이, 설해온천, 설해원하우스
- 수안보 유원재 온천호텔
- 대구컨트리클럽 클럽하우스 증개축
- 용평리조트 더 포레스트 레지던스
- GRAN SEOUL & 청진상점가, 식객촌
- GS건설 울산 더 테라스 가든 상업시설
- KT&G 평창리조트 마스터플랜
- KT&G 내장산 호텔
- 도산대로 Nefs 넵스 신사옥 & 전시장
- 청담 파라곤
- 잠실 포스코 더 샾 스타파크
- 서울대 LG경영관
- 카이스트 뇌연구소 계획안
- 헤이리 THE STEP
- 여의도 금호리첸시아
- 워커힐호텔 명월관 등 다수
- 제이에스 코퍼레이션 사옥
- 디사모빌리 사옥 및 전시장
- DDP개관기념 스포츠와디자인전 전시 "Insight House"
- 알펜시아 트룬에스테이트 주택단지

외 수백편의 프로젝트에 참여하였다.

## 학력
- 브니엘 고등학교
- 성균관대학교 건축공학과 학사
- 일본 교토 대학교 대학원 건축학과 석사과정 공학석사
- 일본 교토 대학교 대학원 건축학과 박사과정 공학박사과정 수료
- 안양대학교 대학원 도시정보공학과 박사과정 공학박사

## 경력
- 현, 와이그룹 대표이사
- 현, PAI FORUM 주임교수
- 서울시 신속통합기획 MP
- 서울시 영동대로 복합개발 MP위원회
- 서울시 건축위원회 위원
- 일본 리츠메이칸대학 객원교수
- 국회 최고위 인문학과정 주임교수
- 서울시 도시건축공동위원회 위원
- 삼성경제연구소 SERI CEO 양진석의 친절한 건축이야기 시리즈 강연(30강)
- 한양대학교 건축학부 겸임교수
- MBC 러브하우스 초대건축가
- JTBC "내집이 나타났다" 건축가

## 음악 앨범
- 2023년 8월 양진석7집 <FREEDOM>을 발표
- 2021년 양진석6집 'BARN OCHESTRA' 발표 ( 2021년 10대 앨범에 선정_ISM 음악평론사이트 )
- 2019년 싱글 '무한활력소', 'Let This Groove' , '분명운명', 'SEOUL MAN' , '마법의말' 발표
- 2018년 싱글  'Beautiful _ for LPGA ' '양양' 발표
- 2012년 우정훈 2집 프로듀싱, 사랑은 누군가
- “For Seasons of love” (CICI Korea 주제가)
- “Friends of Harmony” (World Club Championship 대회 주제가)
- 2011년 5집 솔로 앨범 (장소찾기프로젝트) 가로수길, 올레길, 홍대주차장길, 강변북로 (피처링 - 윤종신, 김현철, 김광진)
- 2008년 4집 솔로 앨범 (Uraban Lounge) 센티멘털러브
- 2001년 3집 솔로 앨범(10년의 사랑) 10년의 사랑
- 1996년 2집 솔로 앨범(Summer Dream) Summer Dream, 나의 바램, 그게 바로 너였어
- 1996년 티노1집 프로듀싱 , Message of love (피처링 - 양진석 김장훈 한동준 김광진 한경진)
- 1995년 1집 솔로 앨범 (My Life) 만나기까지, 설레이는 오후
- 1988년 노래그림 1집 앨범 (떠나갔네) 떠나갔네, 잊을수없어

## 영화 & 연극
- 《리턴투햄릿》 (2012년) 연극 주연
- 《마이웨이》 (2012년) 카메오
- 《긴급조치 19호》 (2002년) 카메오
- 《산책》 (2000년) 조연

## 공연
- 2012년 두남자의 콘서트 박신양, 양진석(예술의 전당 자유소극장) 외 쌈지락레스티벌, 그린플러그드 락페스티벌 및 클럽공연 다수
- 2011년 양진석콘서트(세종문화회관 엠시어터)
- 2010년 양진석콘서트(예술의전당 자유소극장)
- 2009년 양진석콘서트(나루아트센터 대공연장)

## 방송
- JTBC 《내집이 나타났다》건축가 MC
- TVN 《부자의 탄생 시즌1》 건축가 MC
- TVN 《부자의 탄생 시즌2》 건축가 MC
- MBC 《일요일 일요일 밤에》 '러브하우스', '신장개업', '에코하우스' 초대건축가 MC
- MBC 《일요일 일요일 밤에》 MC
- SBS 《좋은 친구들》 MC(극과 극)
- KBS2 《풍물기행 세계를 가다》 MC
- KBS2 《 야! 한밤에》 MC
- SBS 파워FM DJ  《양진석의 뮤직파워》 《양진석의 스트레스 제로》 외 다수

## CF
- 2011년 LG전자
- 2001년 롯데칠성 펩시콜라
- 2001년 기아자동차 카렌스

## 도서
- 《집 짓다 담다 살다》 (컬처그라퍼), 2017
- 《교양건축》 (디자인하우스), 2016
- 《양진석의 친절한 건축이야기》 (위즈덤하우스), 2011
- 《건축가 양진석의 이야기가 있는집》 (시공사), 2001